# Comuna Roztoțka Pastil, Velîkîi Bereznîi
Roztoțka Pastil (în ucraineană Розтоцька Пастіль) este o comună în raionul Velîkîi Bereznîi, regiunea Transcarpatia, Ucraina, formată din satele Behendețka Pastil, Kosteva Pastil, Roztoțka Pastil (reședința) și Ruskîi Mocear.

## Demografie
Componența lingvistică a comunei Roztoțka Pastil
     Ucraineană (99,57%)
     Alte limbi (0,43%)
Conform recensământului din 2001, majoritatea populației comunei Roztoțka Pastil era vorbitoare de ucraineană (99,57%), existând în minoritate și vorbitori de alte limbi.